# Banketbakkersroom

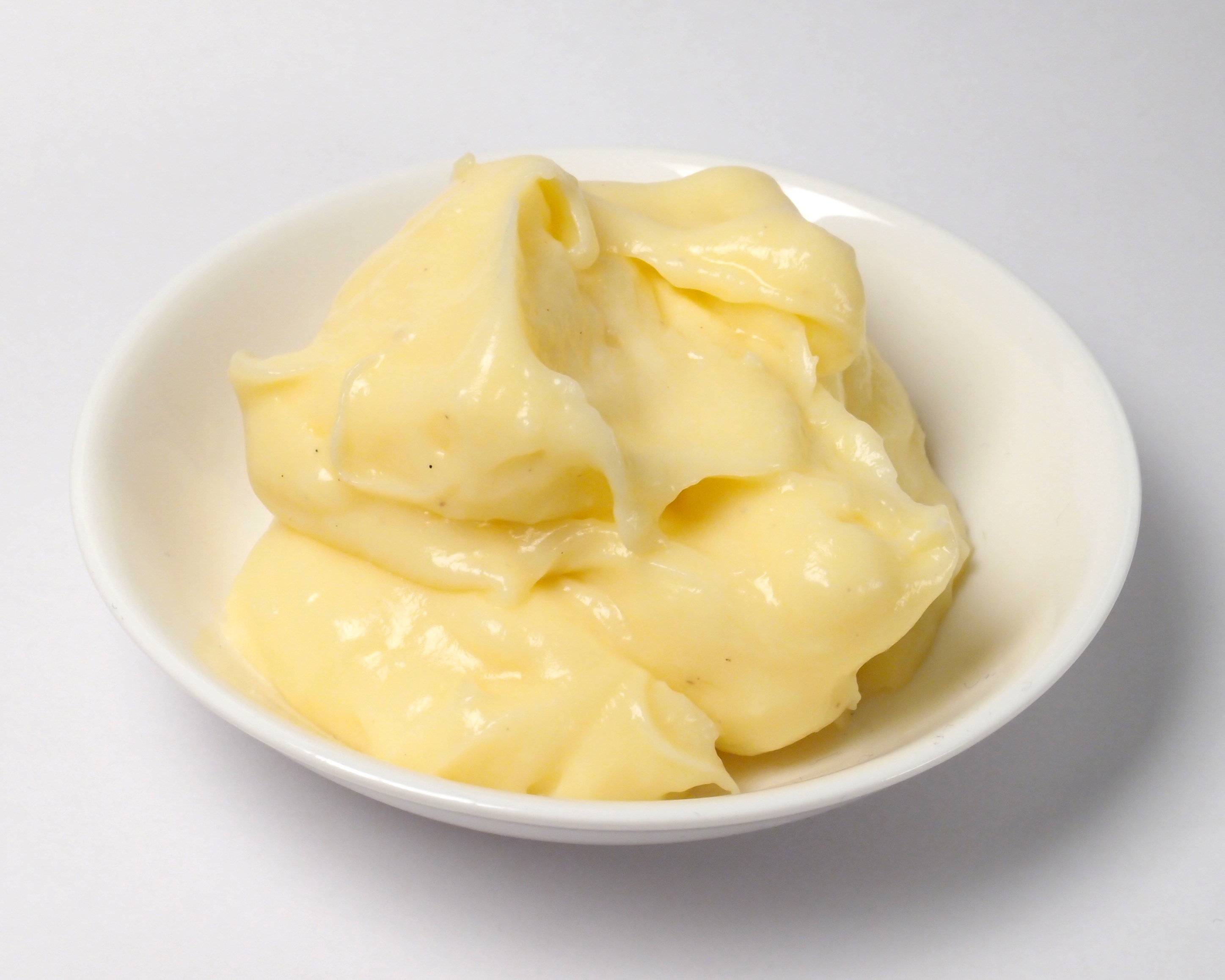
Banketbakkersroom

Banketbakkersroom, vanillebanketbakkersroom of crème pâtissière is een speciale gele pudding-achtige room die vaak in tompoezen, eclairs, vlaaien en soezen gebruikt wordt. Ook in het pudding- of roombroodje zit vaak banketbakkersroom.
Banketbakkersroom kan op meerdere manieren worden gemaakt, maar de basis is altijd een combinatie van  melk, suiker en eieren. Vaak wordt ook een vorm van vanille toegevoegd, in de vorm van vanillesuiker, stokje of essence. Om de room dikker te maken wordt er vaak een bindmiddel toegevoegd, zoals bloem, maïzena of custardpoeder. In banketbakkersroom zit meestal geen room.
Een variant op banketbakkersroom is de zogenaamde Zwitserse room, waarin slagroom door de room wordt gespateld, vaak in een 1 op 2 verhouding.